# Бернар де Тремеле
Бернар де Тремеле (фр. Bernard de Trеmelay; умро 16. августа 1153) био је четврти велики мајстор темплара. Рођен је у дворцу Тремеле у Јури. Велики мајстор је званично постао у јуну 1151. након абдикације Еверара де Бареа који се вратио у Француску после Другог крсташког рата. Краљ Балдуин III од Јерусалима (фр. Baudouin III de Jérusalem) му додељује разрушени град Газу коју Бернар обнавља за потребе Темплара. Темплари су 1153. учествовали у бици код Ашкелона, у то време то је била тврђава под контролом Египта. Темплари су конструисали торањ који им је служио за напад на тврђаву али су га Египатски војници запалили и срушили. Постоји више верзија о догађајима коју су затим уследили, по једном од тадашњих хроничара Гијому Тирском (фр. Guillaume de Tyr) Бернар о нападу није обавестио краља Балдуина јер није хтео да са њим подели плен добијен евентуалним освајањем тврђаве. На крају су он и његових четрдесет витезова убијени а њихова тела разапета по Ашкелону а главе послате султану. Постоји још података од хроничара из Дамаска, међутим у њима се не помиње инцидент са темпларима.
Која год од ових верзија да је тачна готово је сигурно да је Бернар де Тремеле убијен током борбе. На месту великог мајстора наследио га је Андре де Монбар.